# Yola Ramírez
Yolanda „Yola“ Ramírez Ochoa (* 1. März 1935 in Mexiko-Stadt; † 9. März 2025) war eine mexikanische Tennisspielerin.

## Karriere
Yola Ramírez erreichte 1960 und 1961 jeweils das Finale der französischen Tennismeisterschaften in Paris. 1960 musste sie sich der US-Amerikanerin Darlene Hard und ein Jahr später der Britin Ann Haydon-Jones geschlagen geben. 1958 gewann sie mit ihrer Landsfrau Rosie Reyes das Damendoppel und ein Jahr später mit dem Briten Billy Knight den Mixed-Bewerb bei den französischen Meisterschaften. Zu ihren Grand-Slam-Erfolgen gehörten auch Viertelfinalteilnahmen in Wimbledon (1959, 1961), bei den US Open (1961, 1963) und ein Halbfinale bei den Australian Open (1962).
1957 und von 1959 bis 1961 rangierte Yola Ramirez unter den Top Ten der Tennisweltrangliste; 1961 erreichte sie mit Position 6 ihre beste Platzierung.